# 忘我境界 カンマの庭
『忘我境界 カンマの庭』（ぼうがきょうかい カンマのにわ）は、「UNDERGROUND CAMPAIGN（ugcp）」と「四畳半的生活」が共同で作ったゲイ向けゲームである。2009年8月30日に発売された。

## 概要
『忘我境界』のスピンオフ作品で、世界観は『忘我境界』に準ずる面がある。
ゲームは戦闘パートとアドベンチャーパートに分かれており、前者は戦略シミュレーション方式で、後者は恋愛シミュレーション方式になっている。
このゲームでは「ブーケ」と呼ばれる超能力が存在している。

## 登場人物
主人公
デフォルトでの名前は「石川 全」。
ブーケ カルテ
三浦 力
ブーケ チャクラ
滝 祈
ブーケ シンクロ
舞阪 重人
滝 悟
相沢 博
崎守 御盾
ブーケ イージス
大河
苗字は主人公と同じになる。
ブーケ ポゼスト
沖田 的射
酒井 豊